# Мусьока, Калонзо
Стивен Калонзо Мусиока (англ. Stephen Kalonzo Musyoka, род. 24 декабря 1953) — кенийский политик, вице-президент Кении с 2008 по 2013 год. Мусёка работал в правительстве под руководством президента Даниэля арап Мои и был министром иностранных дел с 1993 до 1998, позже, при президенте Мваи Кибаки, он снова был министром иностранных дел с 2003 по 2004, затем министром окружающей среды с 2004 по 2005 год. Он безуспешно баллотировался на президентских выборах в 2007, после чего он был назначен вице-президентом Кибаки в январе 2008 года.
В 2010 году участвовал в Глобальном конвенте мира, мероприятии, организованном Мун Хён Джином, сыном Мун Сон Мёна.

## Ранние годы
Родился в Цейкуру, в отдаленной части района Мвинги (тогда части района Китуи) в Восточной провинции Кении. Калонзо Мусёка окончил со степенью бакалавра юридических наук Университет Найроби в 1977 году. Продолжил обучение в Юридической школе Кении и в Средиземноморском институте менеджмента на Кипре.

## Личная жизнь
Калонзо Мусёка женат на Полине. У них четверо детей. Он был крещён пастором Масила Мунёки.